# يوروبول

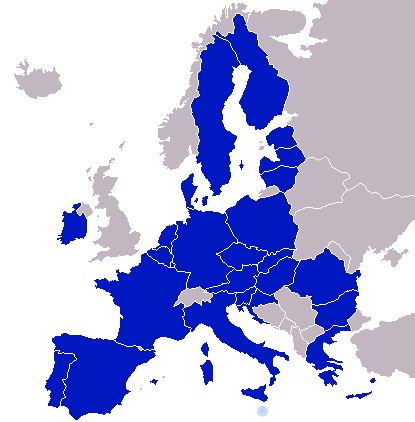
الدول الأعضاء في اليوروبول

وكالة الاتحاد الأوروبي للتعاون في مجال إنفاذ القانون (بالإنجليزية: European Union Agency for Law Enforcement Cooperation)‏ والتي تعرف باسم يوروبول هي وكالة تطبيق القانون الأوربية، وظيفتها حفظ الأمن في أوروبا عن طريق تقديم الدعم للدول الأعضاء في الاتحاد الأوروبي في مجالات مكافحة الجرائم الدولية الكبيرة والإرهاب. تمتلك الوكالة أكثر من 700 موظف في مقرها الرئيسي الكائن في لاهاي في هولندا، وهي تعمل بشكل وثيق مع أجهزة أمن دول الاتحاد الأوروبي ودول من خارج الاتحاد كأستراليا وكندا والولايات المتحدة الأمريكية والنرويج. لا يمتلك ضباط اليوروبول صلاحيات مباشرة للإيقاف والاعتقال ولكنهم يقومون بدعم ضباط الأمن العاديين بالقيام بمهام جمع المعلومات وتحليلها وتوزيعها إضافة لتنسيق المهمات المشتركة، وتستفيد أجهزة الأمن المستقلة لدول الاتحاد بدورها من خدمات الوكالة الاستخباراتية لتجنب وقوع الجرائم وللتحقيق فيها في حال وقوعها ولتعقب وإلقاء القبض على مرتكبيها.
موظفو اليوروبول يأتون من فروع أمنية مختلفة بما في ذلك أجهزة الشرطة العادية وشرطة الحدود وشرطة الجمارك وغيرها. تمتلك الوكالة 137 ضابط وصل في مقرها الرئيسي، يُنتدب هؤلاء الضباط من دول الاتحاد الأوروبي ومن الدول الشريكة للوكالة من خارج الاتحاد.
تمت الموافقة على تأسيس اليوروبول في معاهدة ماستريخت عام 1992، وباشرت الوكالة بالقيام بعمليات محدودة بتاريخ 3 يناير/كانون الثاني عام 1994، وفي عام 1998 تمت مراجعة طبيعة عمل اليوروبول من قبل دول الاتحاد الأوروبي وبدأت الوكالة بالقيام بمهامها كاملة بتاريخ 1 يوليو/تموز عام 1999.

## وصلات داخلية
- أنتربول